# Ditrichum praealtum
Ditrichum praealtum là một loài rêu trong họ Ditrichaceae. Loài này được Mitt. Kuntze mô tả khoa học đầu tiên năm 1891.